# Bernardo Gabiola
Bernardo Gabiola Lazpita (Berriz, 20 de agosto de 1880-Madrid, 24 de enero de 1944) fue un músico y organista vasco afincado en la capital de España.

## Biografía
De padre organista, sus cinco hermanos mayores fueron músicos también.
En 1897 se trasladó a Madrid junto a su hermano Cruz, estudiando en el Conservatorio. Hizo piano con José Tragó y armonía con Pedro Fontanilla, siendo premiado en 1900.
En 1902 la Diputación Provincial de Bizkaia le otorgó una beca con la cual pudo proseguir sus estudios en Conservatorio de Bruselas. Allí asistía a clases de composición con Tinel y de órgano con Mailly. Este sería definitivamente su instrumento, afición que además le venía de influencia familiar, y en 1905 el conservatorio le entregaría el primer premio por su virtuosismo con éste.
De vuelta en España, dio conciertos por todo el país (Sevilla, Valladolid...) con gran éxito.
Finalmente obtuvo por oposición la dirección de la banda de música y de la academia del ayuntamiento de San Sebastián, puestos que ocupó entre 1907 y 1912 relanzando ambas instituciones.
En 1912 obtuvo plaza como profesor de órgano en el Conservatorio de Madrid, siendo elegido por unanimidad del tribunal.
En el periódico "El Debate" Joaquín Turina le llamó “el as de los organistas españoles". 
Su fama llegó a niveles internacionales y fue enviado a Exposición Internacional de Bruselas. 
Sus composiciones para órgano fueron muy alabadas y muchas de ellas se encuentras editadas en las “Colecciones de Otto Gauß y Juan Dielbold ”, (Alemania, 1924) o en las de Abate Joubert (Francia, 1912), o en las revistas "Sacro Musical" y "Tesoro Sacro-Musical". 
Entre sus discípulos como organistas están Benito de Iturriaga. 
Desde 1941 fue subdirector y decano del Conservatorio de Madrid.

## Obras (selección)
- 1908. “Humorística”
- 1909. “Errondarijak”, primer premio en los Juegos Florales de San Sebastián de 1909
- 1910. “Himno al árbol”, para coro y banda, y que fue cantado durante años en numerosas escuelas de Guipúzcoa.